# Renae Maihi
Renae Maihi es una directora de cine y guionista neozelandesa.  Conocida sobre todo por su trabajo en las películas Waru y We Are Still Here, ambas estrenadas en el Festival Internacional de Cine de Toronto en 2017 y 2022, respectivamente.

## Trayectoria
Maihi nació en Auckland, Nueva Zelanda. Es maorí de las tribus Ngāpuhi y Te Arawa, así como Pākehā.
En 2009, Maihi debutó como guionista con Nga Manurere, protagonizada por Keisha Castle-Hughes. En 2010, debutó como guionista con el cortometraje Redemption, estrenado en la 60ª edición del Festival Internacional de Cine de Berlín y en el Festival de Cine de Sundance. Su obra teatral Patua, sobre el abuso infantil, ganó el premio Adam NZ Play a la mejor obra de un dramaturgo maorí en 2013, y su debut como directora teatral fue aclamado por la crítica neozelandesa. Posteriormente escribió y dirigió el cortometraje Butterfly (Purerehua), financiado por la Comisión Cinematográfica de Nueva Zelanda. Butterfly se estrenó como parte del ImagineNATIVE Film Festival Māori spotlight en 2013 y se proyectó en un programa junto a Two Cars One Night, de Taika Waititi. En 2015, su cortometraje, Mannahatta, se estrenó en el ImagineNATIVE Film Festival de Toronto. Mannahatta fue seleccionado posteriormente como finalista al "Mejor Cortometraje" en el Festival Internacional de Cine de Nueva Zelanda. Durante 2015, trabajó en la serie 2 de My Kitchen Rules NZ como coordinadora de Talento.
El largometraje de Maihi, Waru, que coescribió y codirigió en colaboración con otras ocho cineastas maoríes, estaba compuesto por una serie de viñetas que abordaban el extendido problema de los abusos a menores en Nueva Zelanda. La película se estrenó en el Festival Internacional de Cine de Toronto, ganó el premio del público en el Festival Internacional de Cine de Seattle y el premio del gran jurado al mejor largometraje narrativo internacional en el 34º Festival de Cine Asia-Pacífico de Los Ángeles. También se proyectó en el Festival de Cine Maorí de Wairoa, donde ganó el premio a los Derechos Indígenas.
En 2018, fue galardonada con el NZFC Maori Screen Excellence Award y el Whakapapa Film Festival of Italy Award. Sus películas se proyectaron como parte de una retrospectiva sobre cineastas maoríes en la primera Semana de Cine Maorí de Auckland y en el Festival Internacional de Cine de Nueva Zelanda.
Dirigió uno de los segmentos de la película antológica We Are Still Here, que se estrenó como película inaugural del Festival de Cine de Sídney de 2022 y tuvo su estreno norteamericano en el programa Contemporary World Cinema del Festival Internacional de Cine de Toronto de 2022. We Are Still Here ganó el premio al mejor largometraje dramático en el Festival de Cine imagineNATIVE de Toronto de 2022.

### Bob Jones contra Renae Maihi
Para el Día de Waitangi de 2018, Bob Jones escribió un artículo de opinión en el que pedía un "Día de la Gratitud Maorí" anual, en el que, entre otras cosas, sugería que los maoríes sirvieran el desayuno en la cama a los europeos, ya que los maoríes deben su existencia a los inmigrantes británicos. El artículo de opinión fue publicado en el National Business Review el 2 de febrero y causó tanta indignación que pronto fue eliminado de su sitio web. En respuesta, Maihi inició una petición pidiendo que Bob fuera despojado de su título de caballero (recibido como Caballero Bachiller en los Honores del Cumpleaños de la Reina de 1989) y el 27 de marzo de 2018, la petición (con entonces 68.000 firmas) fue presentada al Parlamento y recibida por los diputados Kiri Allan y Willie Jackson.  En una decisión por mayoría de siete a cuatro en abril de 2018, el Consejo de Medios de Comunicación de Nueva Zelanda no admitió a trámite una queja sobre el artículo de opinión, pero señaló que la decisión del National Business Review de dejar de publicar columnas de Jones era una «respuesta adecuada a la justificada indignación pública».
En junio de 2018, Jones presentó una demanda por difamación ante el Tribunal Superior de Wellington, solicitando un fallo que determinara que el lenguaje empleado en la petición de Maihi lo difamaba. También en junio de 2018, el activista comunitario Te Raukura O'Connell Rapira inició una campaña de financiación colectiva para cubrir los gastos legales de Maihi. La audiencia judicial se fijó del 10 al 21 de febrero de 2020. En su contrainterrogatorio inicial, Jones admitió no haber leído la petición que, según él, lo difama.
El 14 de febrero de 2020, Jones retiró el caso.

## Vida personal
Maihi ha estado en una relación con la cineasta emergente canadiense de las Primeras Naciones Judith Schuyler desde 2017.

## Filmografía
| Año  | Título                | Escritor | Director | Productor | Nota         |
| ---- | --------------------- | -------- | -------- | --------- | ------------ |
| 2010 | Redemtion             | Sí       |          |           | Cortometraje |
| 2013 | Butterfly (Purerehua) | Sí       | Sí       | Sí        | Cortometraje |
| 2015 | Mannahatta            | Sí       | Sí       | Sí        | Cortometraje |
| 2016 | Ka Puta, Ko Au        | Sí       | Sí       |           | Cortometraje |
| 2017 | Waru                  | Sí       | Sí       |           | Largometraje |
| 2022 | We Are Still Here     | Sí       | Sí       |           | Largometraje |

### Teatro
- Nga Manurere
- Patua
- Good Medicine

## Premios y nominaciones
| Año  | Resultado | Otorgar                                              | Categoría                       | Trabajar          | Árbitro. |
| ---- | --------- | ---------------------------------------------------- | ------------------------------- | ----------------- | -------- |
| 2017 | Ganadora  | Premios del Sindicato de Escritores de Nueva Zelanda | Mejor guión de largometraje     | Waru              | [ 35 ]   |
| 2018 | Ganadora  | Festival de Cine de Asia y el Pacífico               | Premio del Gran Jurado          | Waru              | [ 36 ]   |
| 2018 | Ganadora  | Festival Internacional de Cine de Seattle            | Premio del público              | Waru              | [ 37 ]   |
| 2018 | Ganadora  | Festival de Cine Maorí de Wairoa                     | PREMIO DEL FESTIVAL MANA WAIROA | Waru              | [ 38 ]   |
| 2022 | Ganadora  | Festival de Cine y Artes Mediáticas imagineNATIVE    | Mejor largometraje dramático    | We Are Still Here | [ 23 ]   |